# Coelichneumon ocellus
Coelichneumon ocellus är en stekelart som först beskrevs av Tosquinet 1903.  Coelichneumon ocellus ingår i släktet Coelichneumon och familjen brokparasitsteklar. Inga underarter finns listade i Catalogue of Life.